# ホルヘ・ラレーナ
ホルヘ・ラレナ＝アペジャネーダ・ロイグ（Jorge Larena-Avellaneda Roig、1981年9月29日 - ）は、スペイン・カナリア諸島ラス・パルマス・デ・グラン・カナリア出身のサッカー選手。ポジションはMF。

## 経歴
出身地のUDラス・パルマスでプロキャリアをスタートさせると、同じ出生地のフアン・カルロス・バレロン2世として注目されるようになった。U-21スペイン代表でもプレーするも、その後移籍したアトレティコ・マドリードでは定位置を確保できず、セルタ・デ・ビーゴに移籍した。2008-09シーズン、UDラス・パルマスに復帰した。

## 所属クラブ
- UDラス・パルマス 1999-2002
- アトレティコ・マドリード 2002-2005
- セルタ・デ・ビーゴ 2005-2008
- UDラス・パルマス 2008-2011
- SDウエスカ 2012-2013
- レクレアティーボ・ウェルバ 2013-2014
- AEKラルナカ 2014-